# Maorihonigfresser
Der Maorihonigfresser (Anthornis melanura) auch Maori-Glockenhonigfresser, im Verbreitungsgebiet Māori Korimako oder Makomako oder englisch Bellbird genannt, ist die einzige heute noch existierende Vogelart der Gattung Anthornis aus der Familie der Honigfresser. Die Art wird von der IUCN als ungefährdet („least concern“) eingestuft.

## Merkmale

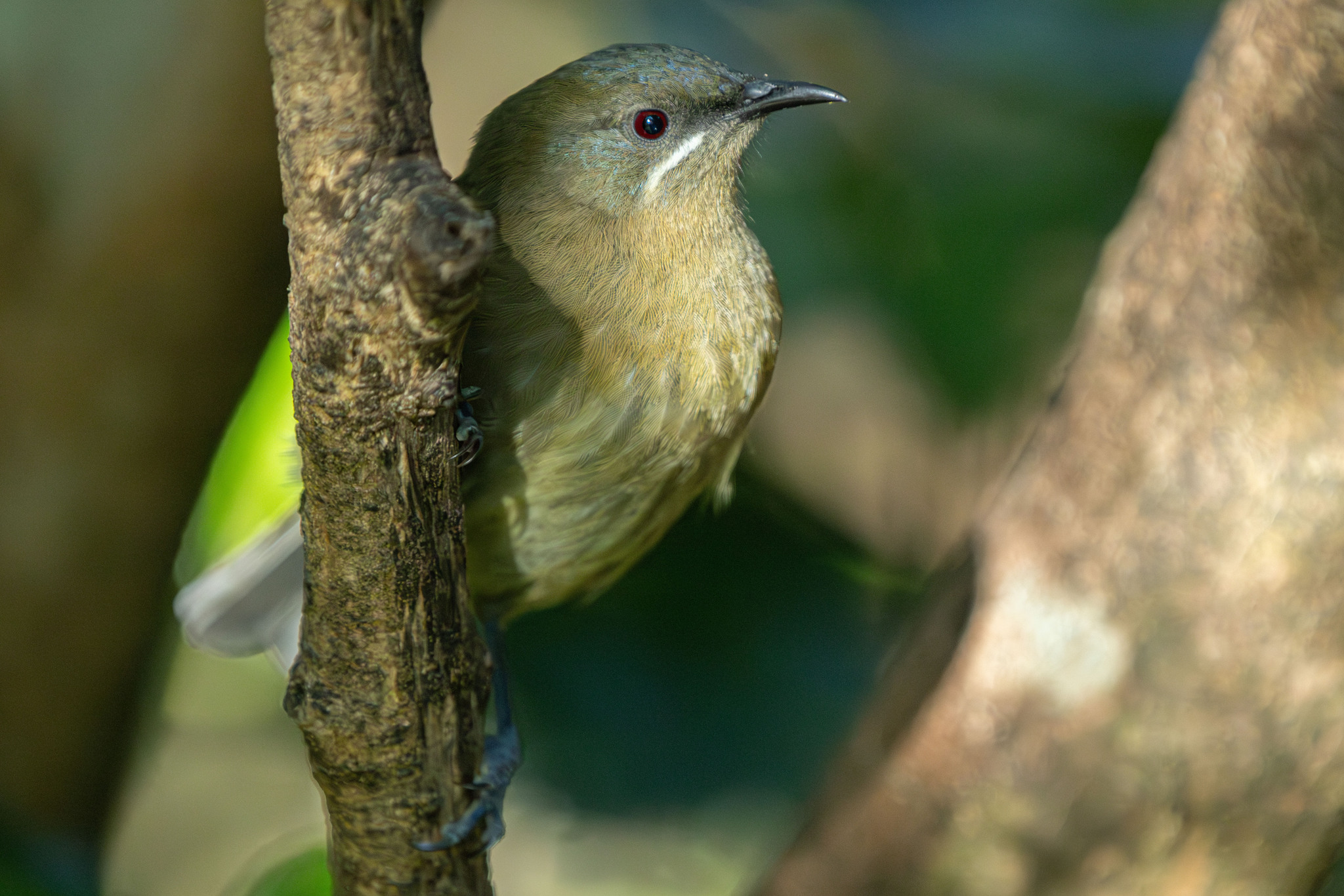
Maorihonigfresser, Weibchen

Der Vogel wird 20 cm lang, das größere Männchen wiegt bis 34 g, das Weibchen 26 g.
Die Grundfärbung ist olivgrün mit hellerer Unterseite. Der Kopf des Männchens ist schillernd violett, bei der Unterart A. m. oneho blau, Schwanz und Flügel sind blauschwarz. Das Gefieder des Weibchens ist ähnlich dem des Männchens, aber glanzlos. Es geht vom Farbton mehr ins Braune und hat einen schmalen weißen Streifen auf der Wange.
Das Auge ist rot, der Schnabel kurz und gebogen. Die Zunge besitzt am Ende bürstenartige Anhänge zum Auflecken des Nektars.

## Vorkommen und Lebensraum

Verbreitungsgebiet des Maorihonigfressers (grün)

Die Art ist in Neuseeland endemisch und hier auf einem großen Teil der Hauptinseln, zahlreichen Küsteninseln und den Auckland Islands verbreitet, fehlt aber im Norden der Nordinsel.
Der Maorihonigfresser erlitt mit Einführung der europäischen Landwirtschaftsmethoden und der damit verbundenen Zerstörung der einheimischen Wälder zunächst Lebensraumverluste. Ein weiterer Grund für Bestandsrückgänge waren eingeschleppte Räuber wie Hauskatzen, Wiesel, Hermeline, Frettchen, Ratten und Futterkonkurrenten wie Wespen. Dieser Bestandsrückgang trat gleichzeitig auch bei vielen anderen neuseeländischen Arten auf; die Populationen des Maorihonigfressers erholten sich jedoch aus unbekannten Gründen, so dass er in einem großen Teil Neuseelands wieder ziemlich häufig ist.
Die Art kommt neben ihrem ursprünglichen Lebensraum in heimischen Wäldern auch in anthropogenen Sekundärhabitaten wie Parks und Gärten vor.

## Lebensweise
Die Vögel fressen Nektar, Honigtau, Beeren und Insekten.
Sie sind als Bestäuber bedeutsam.

## Gesang
Der Gesang der Bellbirds ist ein wichtiger Teil des Vogelgesangs in Neuseeland bei Sonnenaufgang. Der glockenartige Gesang wird manchmal mit dem des Tui verwechselt.

## Systematik
Es werden drei Unterarten unterschieden:
- A. melanura melanura (Sparrman, 1786) (New Zealand Bellbird) Vorkommen: Festland, viele Küsteninseln, Auckland Islands[5]
- A. melanura oneho Bartle & Sagar, 1987 (Poor Knights Bellbird) Vorkommen: Poor Knights Islands[3][6]
- A. melanura obscura Falla, 1948 (Three Kings Bellbird), Vorkommen: Three Kings Islands[3]

Eine vierte Unterart A. melanura dumerilii wird von den meisten Autoren nicht anerkannt.
Der Anfang des 20. Jahrhunderts ausgestorbene Chatham-Glockenhonigfresser (Anthornis melanocephala) wurde zeitweilig als weitere Unterart A. melanura melanocephala des Maorihonigfressers angesehen.

## Galerie

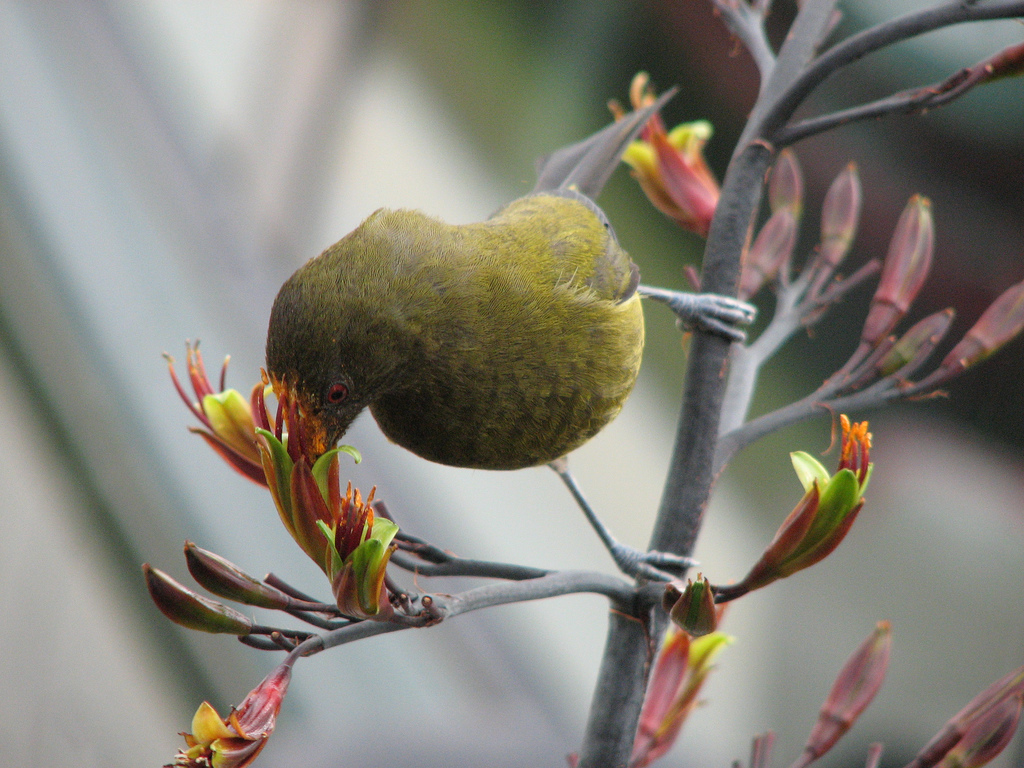
Ein Bellbird frisst an Blüten des Neuseelandflachs.
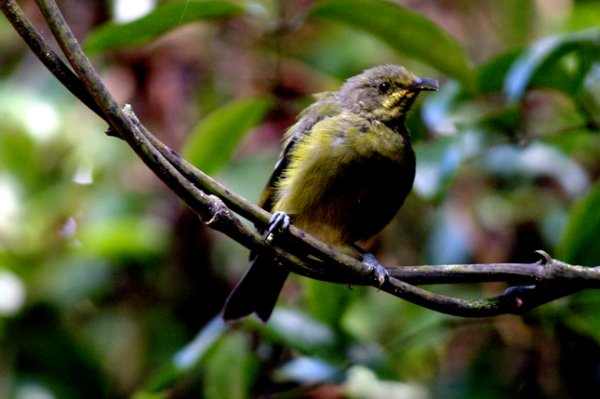
Bellbird am Mount Maungatautari, Waikato
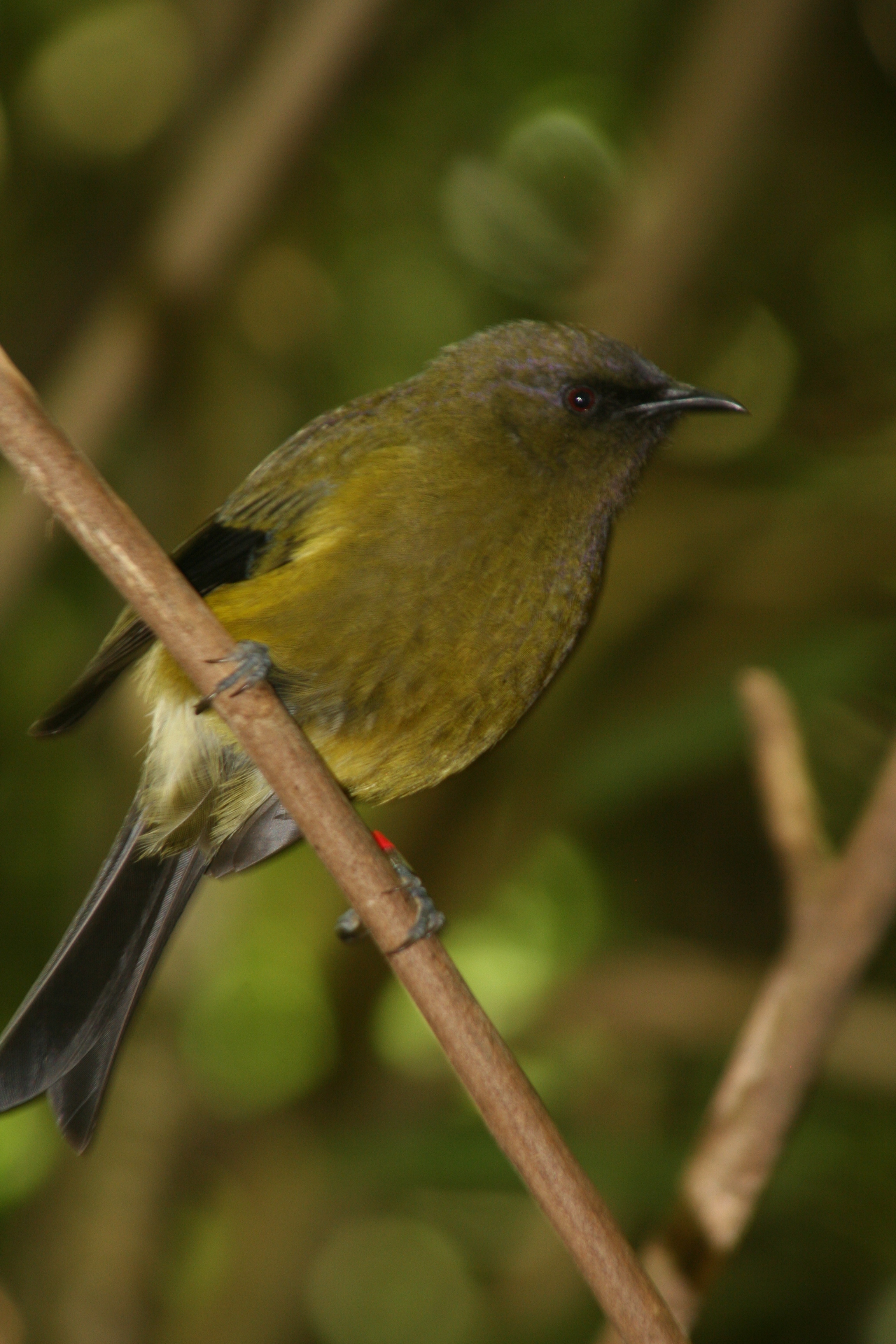
Männchen
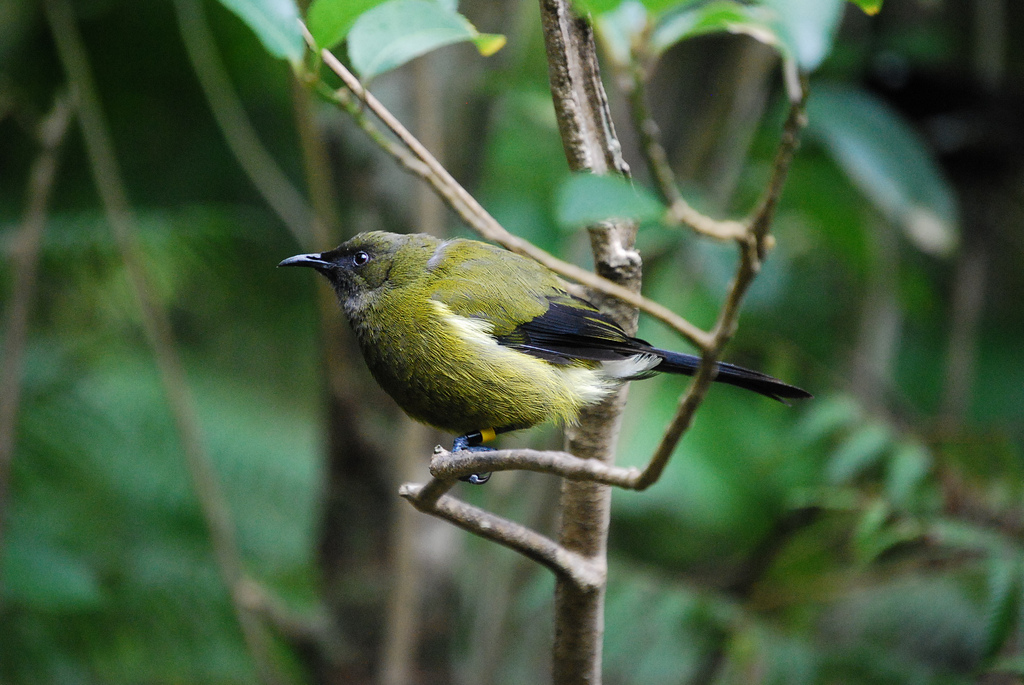
Bellbird auf Tiritiri Matangi Island